# Pitivi
Pitivi és un editor de vídeo no lineal integrat a l'escriptori de Gnome. És desenvolupat per l'empresa Collabora amb aportacions d'una comunitat de desenvolupadors voluntaris d'arreu del món. Permet la creació de projectes amb vídeo i so d'una manera molt senzilla.

## Història
Aquest programa va començar com un projecte de final de carrera d'Edward Hervey l'any 2004 a l'École pour l'informatique et les nouvelles technologies de París. Inicialment escrit en C va reescriure tot el codi base de PiTiVi a Python 18 mesos després.
Després de la seva graduació Edward va ser fitxat per l'empresa Fluendo per treballar en el GStreamer els següents 2 anys. Després d'aquest període Hervey va cofundar la divisió multimèdia de l'empresa Collabora per tal de millorar el PiTiVi, GStreamer i els plugins GNonlin.